# Xerodes testacearia
Xerodes testacearia är en fjärilsart som beskrevs av Moore 1867. Xerodes testacearia ingår i släktet Xerodes och familjen mätare. Inga underarter finns listade i Catalogue of Life.